# 条凸卷足海牛
条凸卷足海牛（学名：Nembrotha kubaryana）是一种色彩斑斓的海蛞蝓，属于异鳃总目裸鳃目海牛亞目多角海牛科的腹足綱软体动物。

## 同種異名
本物種的學名有一個同種異名：Nembrotha nigerrima Bergh, 1877
這兩個名字均由Bergh於1877年出版裡出現：Nembrotha nigerrima出現於第451版，而N. kubaryana出現於第454版。Yonow & Hayward (1991) 
把這兩個名字作同種異名處理，並作為第一審校，給予kubaryana這個名稱優先於nigerrima。
Pola et al. (2008)同意這兩個名稱為同種異名，但不認為kubaryana有優先順序，因為在出版裡nigerrima這一個名字比kubaryana早幾版出現。
不過ICZN的出版並未有列出有這種在頁面上的「優先」順序。所以Yonow & Hayward (1991)的決定得到認同，而且在Yonow (2011)亦得以繼續。

## 分布
这个物种生活在热带印度洋-太平洋海域。

## 描述
该物种总长可以超过120毫米。它是一种大型深色裸鳃类生物，身上可能有圍繞全身的绿色条纹或有绿色的斑点。头部和脚部的边缘为鲜亮的红橘色。鼻通气管和鳃可能是红色或绿色。
条凸卷足海牛很容易与同一属的Nembrotha cristata相混淆，后者脚上没有红橘色边缘。

## 化学防护
条凸卷足海牛使用它的猎物海鞘（ascidians）中的毒素来抵御天敌。它将海鞘的毒素存储在其组织内，当受到惊扰时释放带有毒素的粘液。

## 圖庫

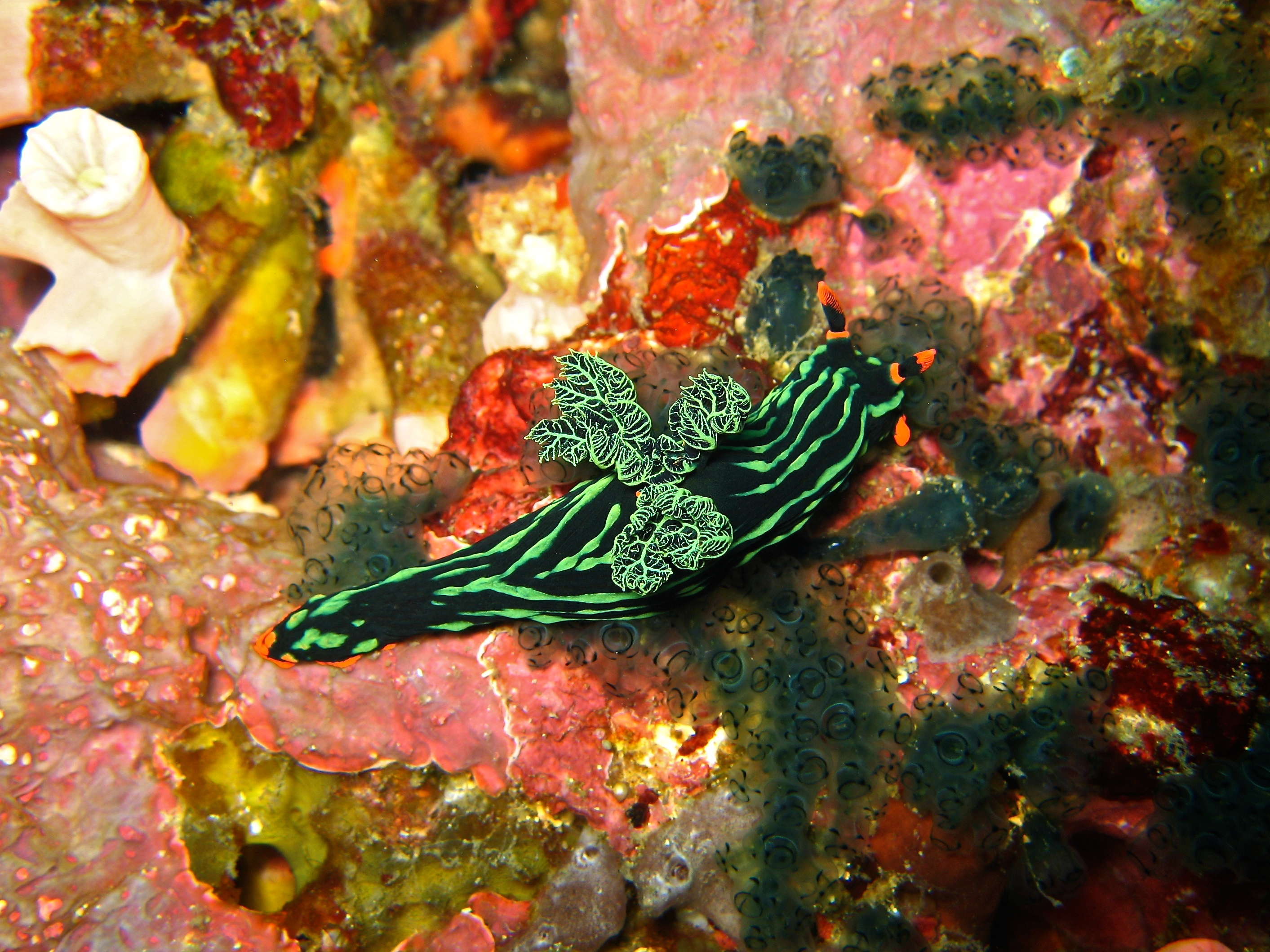
Nembrotha kubaryana at Verde Island, the Philippines.
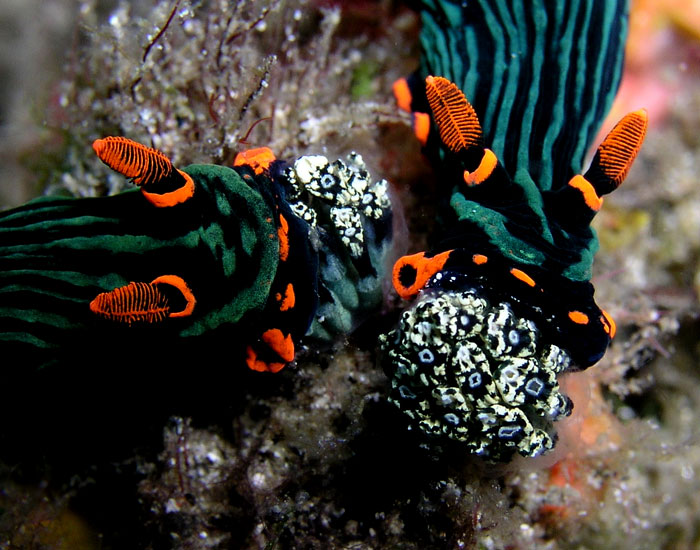
Nembrotha kubaryana eating Oxycorynia fascicularis tunicates
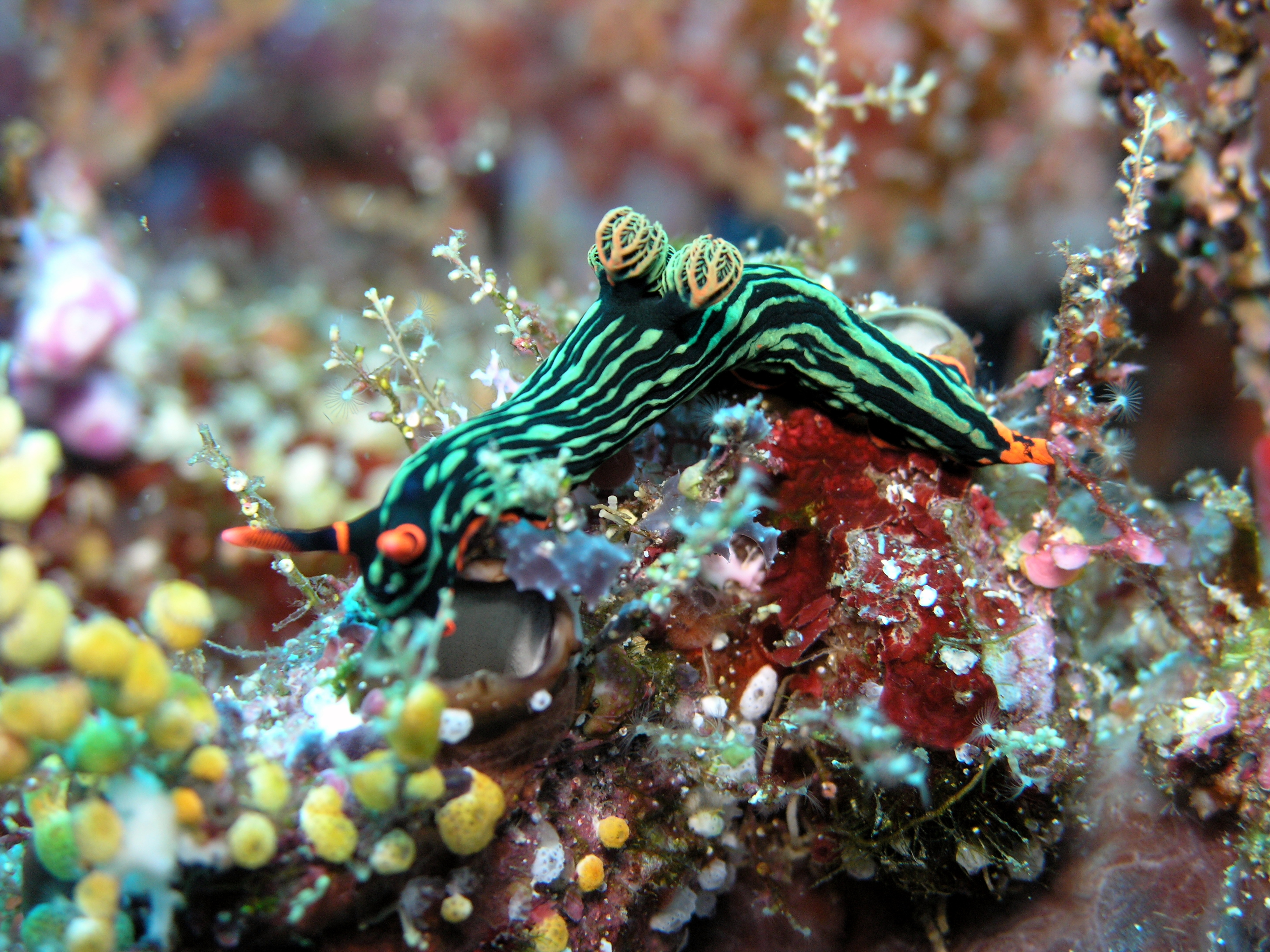
Nembrotha kubaryana
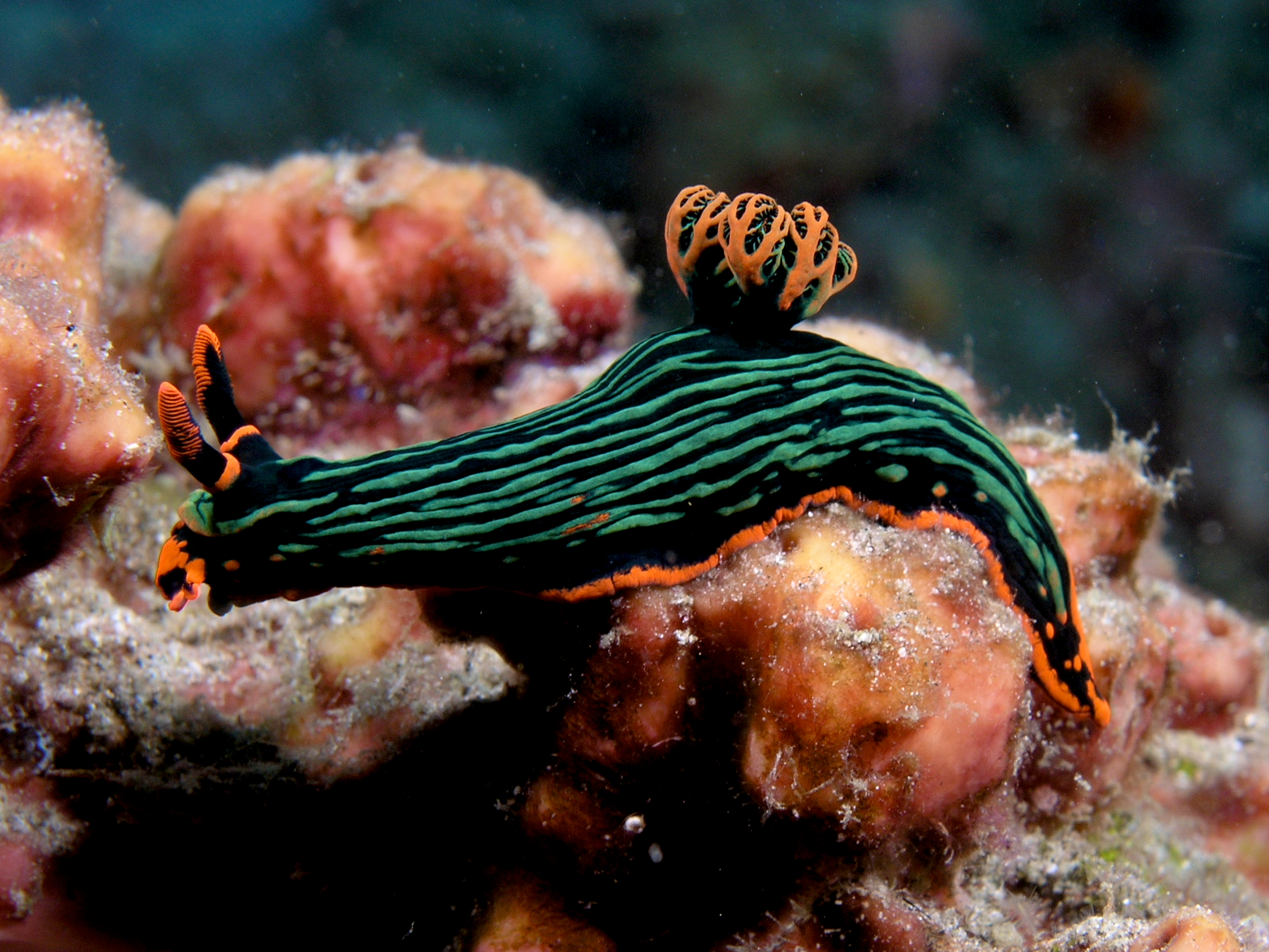
Nembrotha kubaryana in East Timor
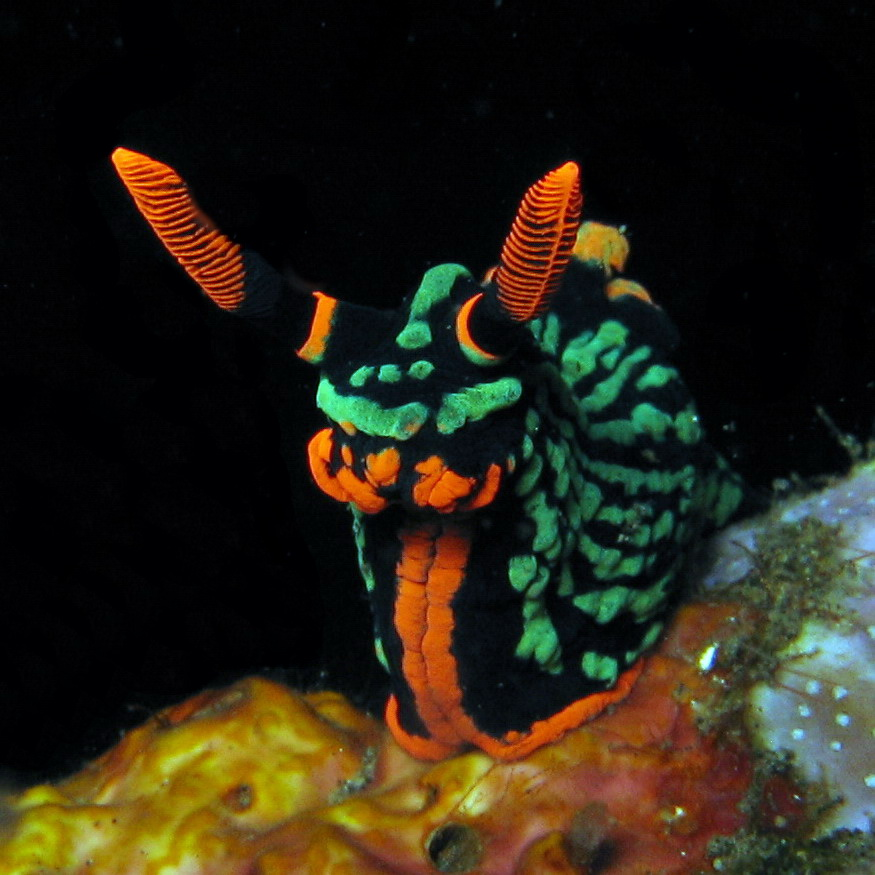
Nembrotha kubaryana from Bali

## 延伸閱讀
- Debelius, H. 2001. Asia Pacific Reef Guide ISBN 3-925919-56-2
- Yonow N. (2011) Results of the Rumphius Biohistorical Expedition to Ambon (1990). Part 15. The suborder Doridina (Mollusca, Gastropoda, Opisthobranchia, Nudibranchia). Zoologische Mededelingen 85(17): 905-956 （页面存档备份，存于）

## 外部連結
- Nembrotha kubaryana page at nudipixel
- 条凸卷足海牛及其卵带的图片 （页面存档备份，存于）